# Vittoria Ruspoli
Titre
Duchesse de San Lorenzo
14 décembre 1912 – 1930
(17 ans et 18 jours)
Vittoria Ruspoli, née le 31 décembre 1892 à Rome et morte le 13 janvier 1982 dans la même ville, est une princesse et peintre italienne appartenant à la Maison Ruspoli. Fille du prince Emanuele Ruspoli, elle est également la mère d’Emmanuelle de Dampierre et, à travers cette dernière, l’ascendante du chef des Capétiens, Louis de Bourbon (1974).

## Famille

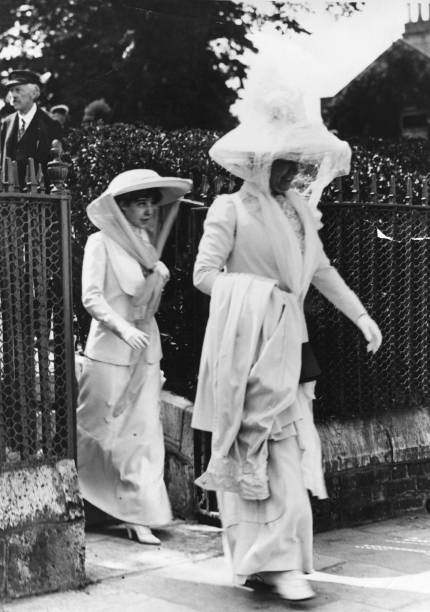
Vittoria et sa mère à Cowes en Angleterre en 1911.

Vittoria Emily Ispycrathea Agricola Ruspoli est la fille du prince Emanuele Ruspoli (1837-1899) , 1er prince de Poggio-Suasa ainsi que 1er maire de Rome, et de sa troisième épouse, l’Américaine Joséphine Mary Curtis (1861-1943). Elle est donc la demi-sœur de Eugenio Ruspoli (1866-1893), de Mario Ruspoli (en) (1867-1963), 2e prince de Poggio-Suasa, de Camille Ruspoli (en) (1882-1949), 2e prince de Candriano, des princesses Catherine (1868-1912) et Margherita (1870-1970), ainsi que la sœur de Francesco Ruspoli (en) (1891-1970), duc de Morignano et de Eugenio (1894-1978). Parmi les nombreux cousins de Vittoria figure le futur premier ministre britannique Winston Churchill (par sa mère américaine Jennie Jerome), Vittoria relatera dans ses souvenirs d'enfance, avoir gagné lors d'un jeu face à Winston Churchill, chose que le futur premier ministre ne supporta pas, s'énervant peu après.
Vittoria qui devient orpheline de père à l’âge de 8 ans, épouse le 14 décembre 1912, à Rome, le noble français Roger de Dampierre, duc pontifical de San Lorenzo. Le couple a trois enfants :
- Emmanuelle de Dampierre (1913-2012) duchesse d’Anjou et de Ségovie, qui épouse en premières noces l’infant Jacques-Henri de Bourbon (1908-1975), avant de faire annuler civilement ce mariage en 1947 puis de se remarier civilement avec le banquier Antonio Sozzani (1918-2007).
  - Alphonse de Bourbon (1936-1989), duc d’Anjou et de Cadix, prétendant aux trônes de France et de Navarre, qui épouse en 1972 Carmen Martínez-Bordiú (1951). D’où deux fils, François, duc de Bourbon et Louis, duc d’Anjou et actuel prétendant légitimiste aux trônes de France et de Navarre ;
  - Gonzalve de Bourbon (1937-2000), duc d’Aquitaine, qui épouse d’abord civilement María del Carmen Harto Montealegre (1947), puis religieusement María de las Mercedes Licer García (1963) et enfin Emanuela Pratolongo (1960).
- Richard de Dampierre (1916-2004), 3e duc pontifical de San Lorenzo, qui épouse María de las Mercedes de Pedroso y Sturdza (1914-2012).
  - Mahaut de Dampierre (1938-1997).
- Béatrice de Dampierre (1918-1990), qui épouse le comte Luigi Miani di Angoris (1896-1953).
  - Famille Miani di Angoris

Vittoria et Roger se séparent dès les années 1920 et divorcent en 1930.

## Biographie
Vittoria grandit au palais Ruspoli situé à Rome, jusqu'à ses 7 ans où elle déménage à Paris, dans l'hôtel particulier que possèdent ses parents avenue Élisée-Reclus. Bien qu'ayant principalement grandi dans la capitale française, Vittoria dira qu'elle s'est « toujours sentie italienne ». La jeune fille effectue également de nombreux séjours en Angleterre durant son enfance, rencontrant régulièrement ses cousins tel que le futur premier ministre Winston Churchill. Vittoria assistera par ailleurs au couronnement d'Édouard VII à Westminster en 1902.
Vittoria qui devient orpheline de père à l’âge de 8 ans, épouse le 14 décembre 1912, à Rome, le noble français Roger de Dampierre, duc pontifical de San Lorenzo, ils eurent trois enfants.
Vittoria et Roger se séparent dès les années 1920 et divorcent en 1930. Ainsi après avoir vécu de 1913 à 1920 à Paris, Vittoria rentre à Rome où elle s’installe avec ses enfants dans la résidence de sa mère, le palais Ruspoli. Vittoria compte parmi ses amis le roi et la reine d’Italie ainsi que le roi Alphonse XIII d’Espagne, avec qui elle arrange le mariage de sa fille aînée Emmanuelle avec le second fils d’Alphonse, Jacques-Henri en 1935. Vittoria meurt le 13 janvier 1982 à Rome.

## Titulature
- 31 décembre 1892 - 14 décembre 1912 : Son Altesse Sérénissime Donna Vittoria Ruspoli ;
- 14 décembre 1912 - 1930 : Son Altesse Sérénissime la vicomtesse Roger de Dampierre, duchesse de San Lorenzo ;
- 1930 - 13 janvier 1982 : Son Altesse Sérénissime Donna Vittoria Ruspoli.